# Sigmaringen
Sigmaringen je německé město ležící na horním toku Dunaje v Bádensku-Württembersku a je hlavním městem stejnojmenného okresu. Je známé zvláště svým zachovalým hradem a přilehlou přírodní rezervací. 

## Administrativní uspořádání
K městu bylo v letech 1972-1974 připojeno pět obcí, nyní tvoří šest městských částí: Sigmaringen (centrum), Gutenstein, Jungnau, Laiz, Oberschmeien a Unterschmeien.

## Historie
Poprvé bylo opevněné sídlo písemně zmíněno k roku 1077, kdy je král Rudolf Švábský neúspěšně obléhal. Tento první hrad byl na skalním masivu nad údolím vybudován jako komplex románské architektury. Město bylo oficiálně založeno v roce 1250.V roce 1325 město získal hrabě Oldřich III. z Württembergu.
První kněz pro celou oblast se uvádí v Laizu k roku 1231. V roce 1275 patřilo k tamějšímu děkanství již 15 farností a v roce 1377 to byly fary: Sigmaringen, Brenzkofen, Gorheim, Hedingen, Bold (Paulterhof), Inzigkofen, Ober- a Unterschmeien. Od roku 1480 má Sigmaringen vlastní farnost. 
V letech 1460 a 1500 byl hrad přestavěn na rezidenční palác s kaplí. V roce 1535 postoupila hrabata z Werdenbergu Sigmaringen hohenzollernské šlechtě, hrabě Karl von Hohenzollern získal hrabství Sigmaringen v léno. O čtyři roky později došlo k ničivému požáru hradu. V roce 1540 Sigmaringen a Veringen získal rod Hohenzollernů prostřednictvím „Pfullendorferské smlouvy.“ Hrabě Karel I. z Hohenzollernu se do hradu nastěhoval a Sigmaringen se stal sídlem rodu Zollernů.
Za třicetileté války v roce 1632 obsadili zámek Švédové, které nakonec vyhnalo císařské vojsko. Během 17.-18. století byly zejména interiéry adaptovány v barokním stylu. Město bylo od 1. poloviny 18. století do roku 1918 součástí Pruska.   
7. září 1944 se sem po spojenecké invazi do Francie uchýlila Vichistická vláda maršála Henriho Philippa Pétaina a založila zde francouzskou exilovou vládu. Spolu s ní do Sigmaringenu uprchli i francouzští spisovatelé Louis-Ferdinand Céline a Lucien Rebatet, kteří se báli o své životy kvůli svým politickým a antisemitským dílům. Célineovo dílo Od zámku k zámku (francouzsky D'un château l'autre) popisuje život francouzské exilové enklávy na konci roku 1944.

## Památky

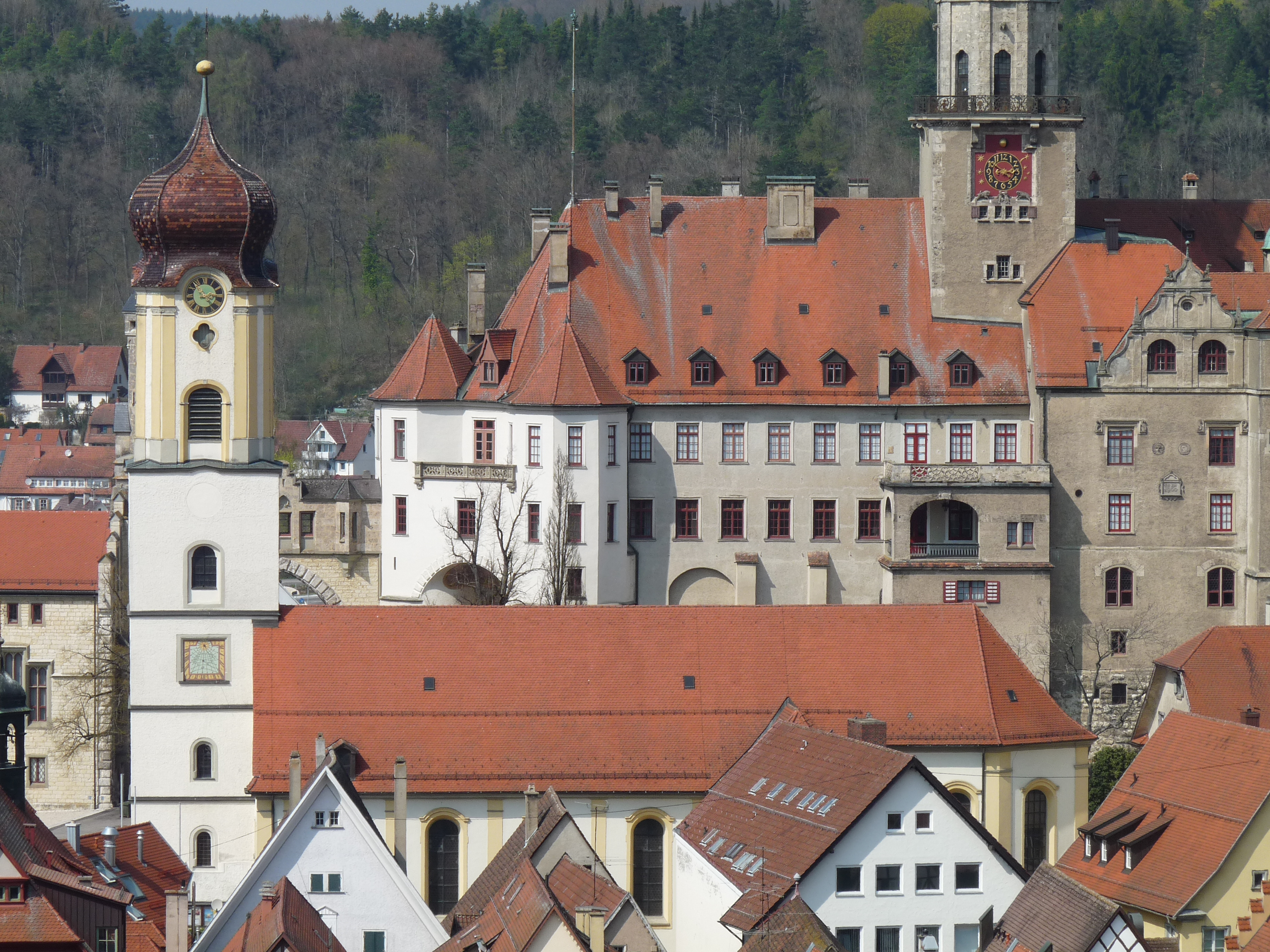
Kostel sv. Jana, v pozadí renesanční křídlo zámku s v̟ěží

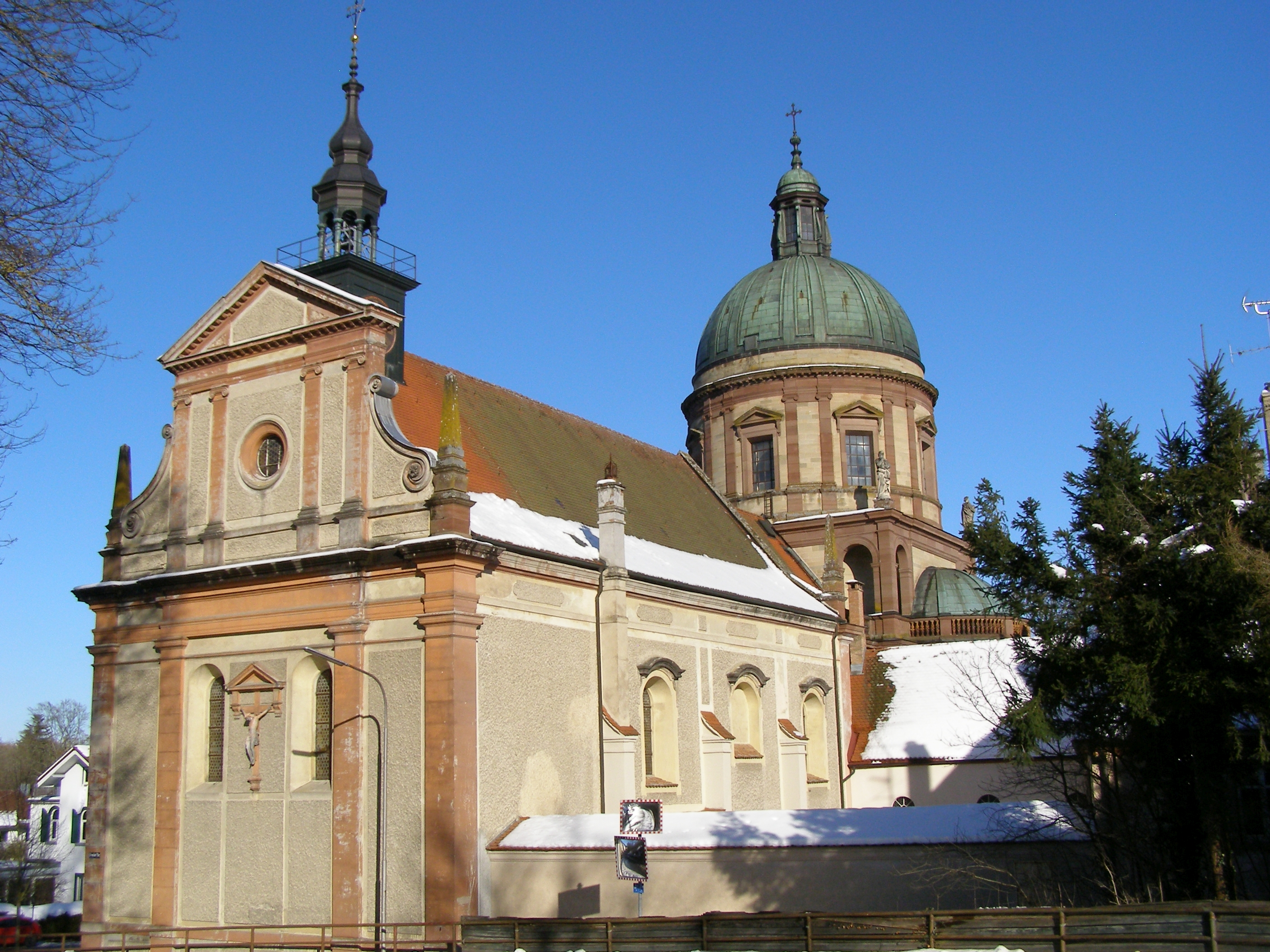
Hedingen

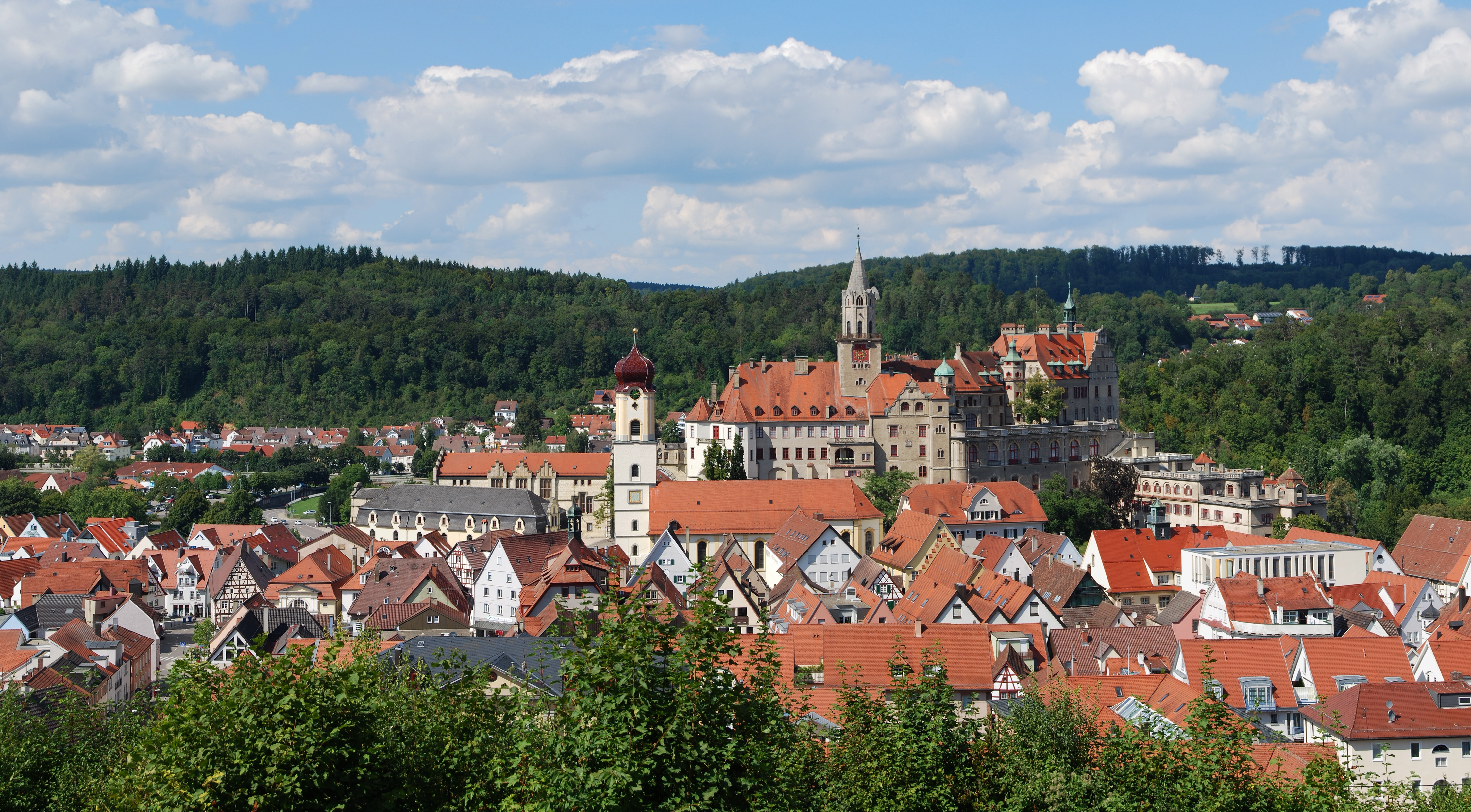
Centrum města v roce 2015

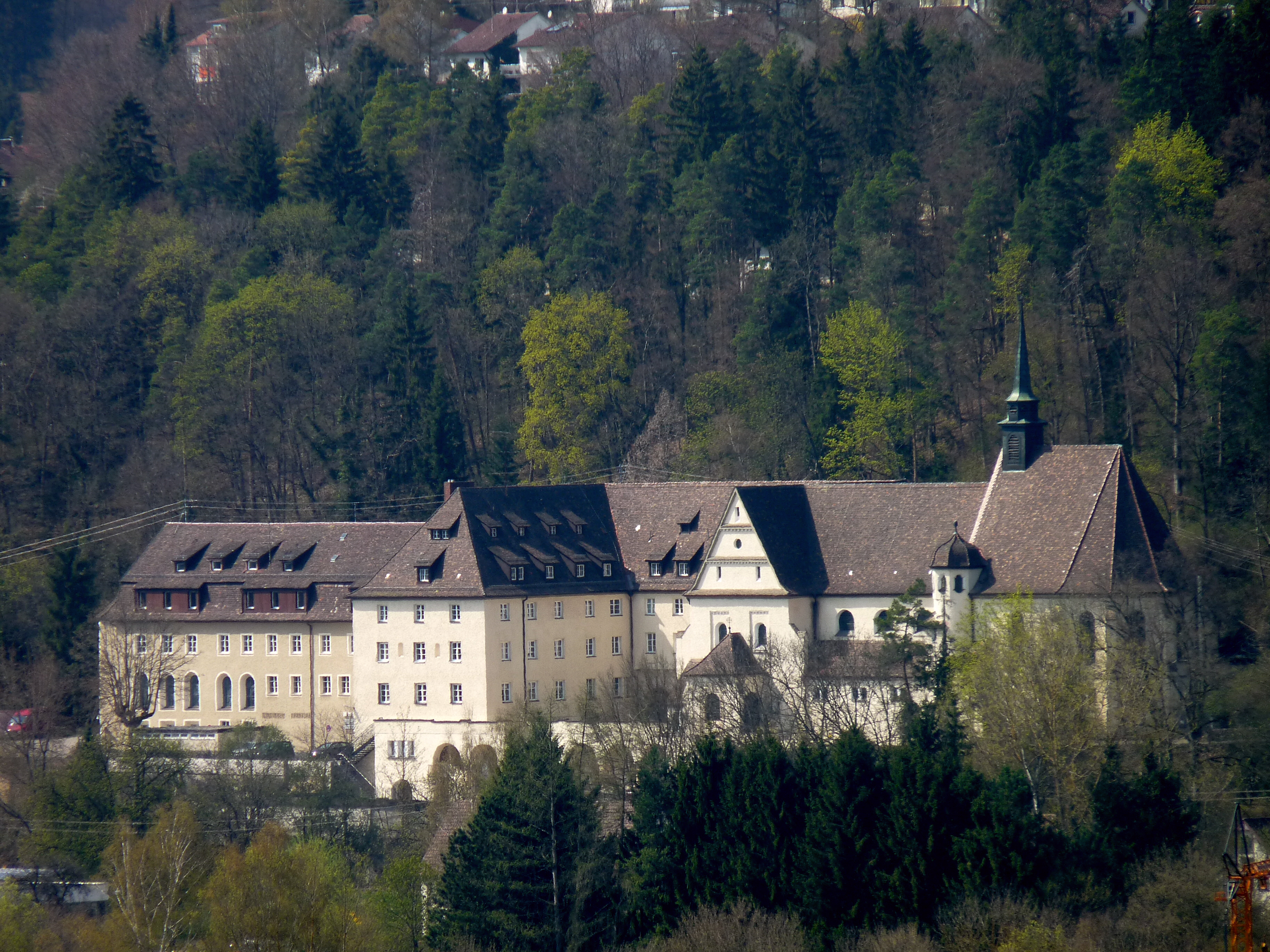
Klášter Gorheim

- Zámek s hodinovou věží - členitý komplex staveb různých stylů, sklepy gotické, paláce renesanční a novogotický
- Palác princů z roku 1822 (nyní sídlo Státního archivu)
- Farní kostel sv. Jana Evangelisty - založen roku 1359, nynější pozdně barokní sálová stavba dostavěna kolem roku 1750, bohatě štukovaný a malovaný interiér, hlavní oltář s obrazem Kalvárie, postranní oltáře sv. Fidelise a  sv. Jana Nepomuckého, vitráže se znaky 6 posledních příslušníků rodu Hohenzollernů (1890-1965); zvonice s barokní cibulovitou bání, visí v ní 7 zvonů
- Dvorní divadlo - drobná klasicistní stavba
- Radnice - původně gotická, radikálně přestavěna v letech 1925-1927
- Kašna na tržišti - s litinovou konstrukcí z 19. století
- Regionální muzeum

### Okolí
- Klášter Hedingen - bývalý klášter františkánů s kostelem Vykupitele, nyní farní chrám; hlavní loď a kupole vrcholně barokní, oltář z bílého carrarského mramoru přivezen z Benátek; po zrušení byl klášter v roce 1796 vydrancován francouzskou armádou; roku 1816 jej zakoupili Hohenzollernové a v kryptě si zřídili rodinnou hrobku; mj. je zde hrob saské princezny Luisy Toskánské
- Klášter Gorheim - roku 1345 vybudovaný ženský klášter s kostelem františkánek terciářek, zrušen roku 1806 a proměněn na dívčí internát, 1911 přistvěna nová budova; gotický síňový kostel se dobře dochoval; od roku 1979 budovy slouží jako vzdělávací náboženské centrum římskokatolické diecéze Friesing
- Zřícenina hradu Altgutenstein

## Slavní rodáci
- Fidelis ze Sigmaringenu (1578–1622), německý světec a mučedník období reformace
- Theodor Bilharz (1825–1862) lékař a přírodovědec, činný mj. v Egyptě
- Ferdinand Rumunský (1865–1927), rumunský král v letech (1914–1927), z rodu Hohenzollernů, jimž město s hradem patřilo.

## Partnerská města
- Feldkirch
- Boxmeer
- Thann